# توزيع تردد الإشغال
يُعرّف توزيع تردد الإشغال (أو إف دي) في علم البيئة الكلية والمُجتمع البيئي بأنه توزيع أعداد الأنواع التي تحتل أعدادًا مختلفة من المناطق. أُبلغ عنه لأول مرة في عام 1918 من قبل عالم النبات الدنماركي كريستين رونكير في دراسته المتعلقة بمجتمعات النباتات. يُعرف توزيع تردد الإشغال أيضًا بتوزيع حجم نطاق الأنواع في النتاج الفكري.

## ثنائية المنوال
يُعد توزيع الاحتمال ثنائي المنوال شكلًا نموذجيًا من (أو إف دي)، ما يشير إلى أن الأنواع في المجتمع إما نادرة أو شائعة، وهو ما يُعرف باسم قانون رونكير لتوزيع الترددات. أي أنه مع تخصيص كل نوع لواحدة من خمس فئات تشغل نسبة 20%، يتنبأ قانون رونكير بتوزيعات ثنائية الشكل ضمن تكوينات نباتية متجانسة مع منوالات في الفئات الأولى (0-20 %) والأخيرة (81-100 %). ما تزال طريقة استخدام فئات الإشغال لإنشاء (أو إف دي إس) شائعة الاستخدام في كل من مجموعات النباتات والحيوانات، وذلك على الرغم من أن قانون رونكير استُبعد منذ فترة طويلة بصفته مؤشرًا على تجانس مجتمع النبات. علق هنري جليسون على هذا القانون في مقالة علم البيئة لعام 1929: «في الختام، يمكننا القول إن قانون رونكير مجرد تعبير عن حقيقة أنه في أي ارتباط هناك أنواع أكثر مع عدد قليل من الأفراد من العديد من الأنواع، وأن القانون يكون أكثر وضوحًا عندما يجري اختيار المربعات من الحجم القابل للاستخدام لإظهار التكرار، ويجري حجبها أو فقدها إذا كانت المربعات إما كبيرة جدًا أو صغيرة جدًا». من الواضح أن هناك أشكالًا مختلفة من (أو إف دي) موجودة في النتاج الفكري. أفاد توكيشي بأن نحو 46% من الملاحظات لها شكل أحادي الذروة ذو تجانف يميني، و 27% ثنائية المنوال، و 27% ذات توزيع منتظم. أكدت دراسة حديثة وجود نحو 24% من (أو إف دي إس) ثنائية المنوال في 289 مجتمع حقيقي.

## العوامل
أشار غليسون إلى أنه يمكن تفسير الأشكال المتنوعة لـ (أو إف دي) إلى حد كبير، من خلال حجم الفاصل الزمني لأخذ العينات. على سبيل المثال، يظهر مكغيوتش غاستون لعام 2002 أن عدد الأنواع الفرعية (النادرة) يتناقص مع زيادة حبيبات الاعتيان، ولكن عدد الأنواع الأساسية (الشائعة) يزداد، ما يدل على ميل نحو (أو إف دي) أحادي الذروة ذي التجانف اليميني. ويرجع ذلك إلى أن نطاق الأنواع المُقاس بالإشغال، الذي يتأثر بشدة بالمقياس المكاني وهيكله التجميعي، المعروف غالبًا باسم نمط التدرج للإشغال. يمتلك هذا الاعتماد على الإشغال تأثيرًا عميقًا على أنماط البيئة الكلية الأخرى، مثل العلاقة بين الإشغال والوفرة.
تشمل العوامل الأخرى التي اقتُرحت لتكون قادرة على التأثير على شكل (أو إف دي) درجة عدم تجانس الموائل، وخصوصية الأنواع، وإنتاجية المناظر الطبيعية، والموقع في النطاق الجغرافي، والقدرة على انتشار الأنواع وحركيات الانقراض والاستعمار.